# انقطاع النفس النومي
انْقِطاعُ النَفَسِ النَّومِيّ، أو توقُّفُ التنفسِ أثناءَ النَّوْم هو اضطراب في النوم يتميز بتوقف في التنفس أو فترات من ضحالة التنفس أثناء النوم. يمكن أن تستمر كل وقفة لبضع ثوان أو لعدة دقائق. وقد يكون هناك اختناق أو شخير بصوتٍ عالٍ عند استئناف التنفس. غالبًا ما يكون الشخص مُتعَبًا خلال النهار.
هناك ثلاثة أشكال من توقف التنفس أثناء النوم: انسدادي، أو مركزي، أومزيج من الاثنين يسمى مختلط. الانسدادي هو الشكل الأكثر شيوعًا. وتشمل عوامل الخطر المسببة له: زيادة الوزن، والتاريخ العائلي من الحالة، والحساسية، وتضخم اللوزتين. في انقطاع التنفس الانسدادي، ينقطع التنفس عن طريق انسداد تدفق الهواء، بينما في المركزي يتوقف التنفس بسبب عدم وجود جهد للتنفس. غالبًا لا يكون المصابون مدركين لإصابتهم. وإنما يلاحظها أحد أفراد الأسرة. يتم تشخيص انقطاع النفس أثناء النوم بدراسة النوم طوال الليل. ولتشخيص انقطاع النفس أثناء النوم، يجب حدوث أكثر من خمس نوبات في الساعة.
قد يشمل العلاج تغييرات في نمط الحياة، وأجهزة التنفس، والجراحة. وتشمل تغييرات نمط الحياة تجنب الكحول، وفقدان الوزن، ووقف التدخين، والنوم على الجانب. وتشمل أجهزة التنفس استخدام آلة CPAP. قد يُزيد إهمال علاج توقف التنفس أثناء النوم من خطر الإصابة بأزمة قلبية، والسكتة الدماغية، والسكري، وفشل القلب، وعدم انتظام ضربات القلب، والسمنة.
يؤثر انقطاع التنفس الانسدادي على 1-6٪ من البالغين و2٪ من الأطفال. ويؤثر ذلك على الذكور بمقدار ضعف عدد الإناث. يمكن أن يتأثر الناس في أي عمر والأكثر شيوعًا بين أولئك الذين تتراوح أعمارهم بين 55 و60 سنة. يؤثر انقطاع النفس المركزي في النوم على أقل من واحد في المئة من الناس.
وُصِف نوع توقف التنفس المركزي أثناء النوم في الأسطورة الألمانية لعنة أوندينه.

## العلامات والأعراض
يعاني المريض كذلك من مشاكل النعاس المفرط أثناء النهار، ونقص الانتباه، ومشاكل في الرؤية.. قد يزيد انقطاع النفس النومي الانسدادي من خطر حوادث القيادة والحوادث المتعلقة بالعمل. وإذا لم يتم علاجه، يزيد خطر المشاكل الصحية الأخرى، مثل مرض السكري، أو حتى الوفاة بسبب نقص الأكسجين في الجسم. وعلاوة على ذلك، يتم فحص الناس باستخدام «بطاريات الاختبار القياسية» من أجل زيادة التعرف على أجزاء من الدماغ التي قد تتأثر سلبًا من توقف التنفس أثناء النوم، بما في ذلك:
- «الأداء التنفيذي»، الطريقة التي يخطط بها الشخص ويبدأ المهام.
- إيلاء الاهتمام، والعمل بشكل فعال وتجهيز المعلومات.
- استخدام الذاكرة والتعلم.

بسبب الاضطراب في الحالة المعرفية أثناء النهار، قد تكون الآثار السلوكية أيضًا موجودة. ويمكن أن تشمل: المزاجية، والعدوانية، فضلا عن انخفاض الاهتمام والطاقة. يتعلق عرض آخر بانقطاع النفس أثناء النوم مثل شلل النوم، وهو الخوف الذي يؤدي إلى الأرق. وقد تصبح هذه الآثار مستعصية، مما يؤدي إلى الاكتئاب.
وهناك أيضا أدلة على خطر الإصابة بمرض السكري بين أولئك الذين يعانون من انقطاع النفس النومي المتوسط أو الشديد. وكذلك ضعف وظائف الكبد، وخاصة التنكس الدهني.

## عوامل الخطر
يمكن أن يؤثر توقف التنفس أثناء النوم على الأشخاص بغض النظر عن الجنس أو العرق أو العمر. ومع ذلك، تشمل عوامل الخطر:
- الذكور
- الوزن الزائد
- السن فوق 40 عام
- كبر حجم الرقبة (أكبر من 16-17 بوصة)
- تضخم اللوزتين أو اللسان
- صغر عظم الفك
- الارتجاع المعدي
- الحساسية
- مشاكل الجيوب الأنفية
- التاريخ العائلي من توقف التنفس أثناء النوم
- انحراف الحاجز الأنفي[20]
- يزيد الكحول، وكذلك المهدئات من توقف التنفس أثناء النوم عن طريق انبساط عضلات الحلق.

المدخنون لديهم خطر توقف التنفس أثناء النوم بثلاثة أضعاف معدل غير المدخنين.
غالبًا ما يرتبط توقف التنفس المركزي أثناء النوم بأي من عوامل الخطر التالية:
- الذكور
- زيادة العمر أكثر من 65 عام
- وجود اضطرابات في القلب مثل الرجفان الأذيني أو عيوب الحاجز الأذيني
- السكتة الدماغية

أيضًا ارتفاع ضغط الدم شائع جدًا في الأشخاص الذين يعانون من توقف التنفس أثناء النوم.

## الآلية
عند توقف التنفس، يتراكم ثاني أكسيد الكربون في مجرى الدم. فتلاحظ المستقبلات الكيميائية في مجرى الدم مستويات ثاني أكسيد الكربون العالية. ويشير الدماغ إلى إيقاظ الشخص من النوم ليتنفس. عادةً يستعيد التنفس مستويات الأوكسجين ويغفو الشخص مرة أخرى.

## التشخيص
قد يتم تشخيص انقطاع النفس أثناء النوم من خلال تقييم الأعراض وعوامل الخطر والمراقبة (على سبيل المثال، النعاس المفرط أثناء النهار والتعب) ولكن المعيار الذهبي للتشخيص هو دراسة رسمية للنوم (تخطيط الأعصاب). يتراوح انقطاع النفس الانسدادي البسيط أثناء النوم من 5 إلى 14.9 حدث في الساعة، والمتوسط من 15-29.9 حدث في الساعة، والشديد أكثر من 30 حدث في الساعة.
على الرغم من هذا الإجماع الطبي، وتنوع الأحداث التنفسية (على سبيل المثال، نقص التنفس مقابل انقطاع النفس، والمركزي مقابل الانسدادي)، وتقلب فسيولوجيات المرضى، وأوجه القصور الكامنة واختلاف المعدات والأساليب، يخضع المجال للنقاش. وفي هذا السياق، يعتمد تعريف الحدث على عدة عوامل (على سبيل المثال، عمر المريض). يتضمن أحد الأمثلة المعتمدة عادةً لتعريف انقطاع النفس (للكبار) فترة لا تقل عن 10 ثواني بين النَّفَس والآخر، إما مع الإثارة العصبية (3 ثوان أو تحول أكبر في تردد تخطيط أمواج الدماغ، يقاس في C3، C4، O1، أو O2) أو تشبع الأكسجين في الدم 3-4٪ أو أكثر، أو كلًّا منهما.

### مقياس التأكسج
يمكن أن يُؤدَّى قياس التأكسج على مدى ليلة واحدة أو عدة ليال في منزل المريض، هو بديل أبسط، ولكن أقل موثوقية أو دقة لدراسة النوم الرسمية (تخطيط النوم).

## التصنيف
هناك ثلاثة أنواع من توقف التنفس أثناء النوم. وتتراوح النسبة المئوية لانقطاع النفس النومي الانسدادي بنسبة 84 في المائة، والمركزي بنسبة 0.4 في المائة، و15 في المائة من الحالات مختلطة.

### توقف التنفس الانسدادي النومي

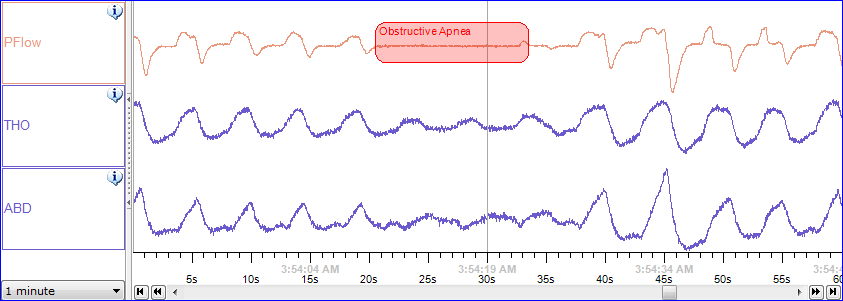
لقطة لتخطيط النوم تُظهر انقطاع النفس الانسدادي النومي.

انقطاع التنفس الانسدادي أثناء النوم هو الفئة الأكثر شيوعًا من اختلال التنفس أثناء النوم. يقل انقباض العضلات في الجسم عادةً أثناء النوم، وعلى مستوى الحلق يتكون مجرى الهواء البشري من جدران قابلة للطي من الأنسجة الرخوة التي يمكن أن تعيق التنفس. قد لا يكون انقطاع التنفس البسيط أثناء النوم في بعض الأحيان مهمًا، مثل العديد من الأشخاص الذين يعانون من عدوى الجهاز التنفسي العلوي، ولكن يتطلب توقف التنفس المزمن الشديد أثناء النوم العلاج لمنع انخفاض الأكسجين في الدم (نقص الأكسجة)، والحرمان من النوم، وغيرها من المضاعفات.
فالأفراد الذين يعانون من انبساط العضلات والأنسجة الرخوة حول مجرى الهواء (على سبيل المثال، بسبب السمنة) والسمات الهيكلية التي تؤدي إلى ضيق مجرى الهواء معرضون بشدة لخطر انقطاع التنفس أثناء النوم. وكثيرًا ما يكون في كبار السن. وكذلك الرجال أكثر عرضة للإصابة بانقطاع النفس أثناء النوم من النساء والأطفال.
يرتفع الخطر مع زيادة العمر وزيادة وزن الجسم، والتدخين النشط. وبالإضافة إلى ذلك، المرضى الذين يعانون من مرض السكري لديهم ما يصل إلى ثلاثة أضعاف خطر وجود انقطاع النفس الانسدادي النومي.
وتشمل الأعراض الشائعة الشخير بصوت عال، والنوم غير المريح، والنعاس خلال النهار. وتشمل الاختبارات التشخيصية قياس التأكسج أو تخطيط النوم.
تشمل بعض العلاجات تغييرات نمط الحياة، مثل تجنب الكحول أو مرخيات العضلات، وفقدان الوزن، والإقلاع عن التدخين. يستفيد كثير من الناس من النوم على ارتفاع 30 درجة من الجزء العلوي من الجسم. يساعد ذلك على منع انهيار الجاذبية في مجرى الهواء. وأيضًا يوصَى بالنوم على الجانب بدلًا من الاستلقاء على الظهر. يستفيد بعض الناس من أنواع مختلفة من الأجهزة عن طريق الفم مثل جبيرة الفك السفلي للحفاظ على مجرى الهواء مفتوحًا أثناء النوم. الضغط الهوائي المستمر (CPAP) هو العلاج الأكثر فعالية لوقف انقطاع النفس الانسدادي الشديد. هناك أيضًا إجراءات جراحية لإزالة وتشديد الأنسجة وتوسيع مجرى الهواء.
الشخير أمر شائع في الأشخاص الذين يعانون من هذه المتلازمة. وهو الصوت المضطرب من الهواء المتحرك من خلال الجزء الخلفي من الفم والأنف والحلق. لا يدل ارتفاع صوت الشخير على شدة العائق. حيث أنه إذا أُعيق مجرى الهواء العلوي بشكل كبير، لا تكون هناك حركة لخلق الصوت.
تشمل المؤشرات الأخرى (على سبيل المثال لا الحصر): فرط النوم، والسمنة (مؤشر كتلة الجسم> 30)، وكبر محيط الرقبة (410 ملم) في النساء، و (430 ملم) في الرجال، وتضخم اللوزتين وحجم اللسان الكبير، والصداع الصباحي، وتقلب المزاج أو الاكتئاب، وصعوبات التعلم والذاكرة، والخلل الوظيفي الجنسي.
ُيُستخدم مصطلح «اختلال التنفس النومي» عادةً لوصف مجموعة كاملة من مشاكل التنفس أثناء النوم التي لا يصل فيها الهواء الكافي إلى الرئتين (نقص التنفس وانقطاع النفس). ويرتبط التنفس الخافت في النوم بزيادة خطر الإصابة بأمراض القلب والأوعية الدموية والسكتة الدماغية وارتفاع ضغط الدم، وعدم انتظام ضربات القلب، والسكري، وحوادث القيادة عند الحرمان من النوم. وعندما يتسبب في ارتفاع ضغط الدم، فمن المميز في ذلك، على عكس معظم حالات ارتفاع ضغط الدم (ما يسمى ارتفاع ضغط الدم الأساسي)، أنه لا تقل القراءات بشكل ملحوظ عندما ينام الفرد.
وقد اتضح فقدان الأشخاص المصابين للأنسجة في مناطق الدماغ التي تساعد على تخزين الذاكرة، وبالتالي يرتبط بفقدان الذاكرة. وباستخدام التصوير بالرنين المغناطيسي، اكتشف العلماء أن الأشخاص الذين يعانون من انقطاع النفس النومي لديهم أجسام ثديية أصغر بحوالي 20 في المائة، خاصة على الجانب الأيسر. افترض أحد المحققين الرئيسيين أن الانخفاض المتكرر في الأكسجين يؤدي إلى إصابات الدماغ.

### انقطاع النفس المركزي النومي

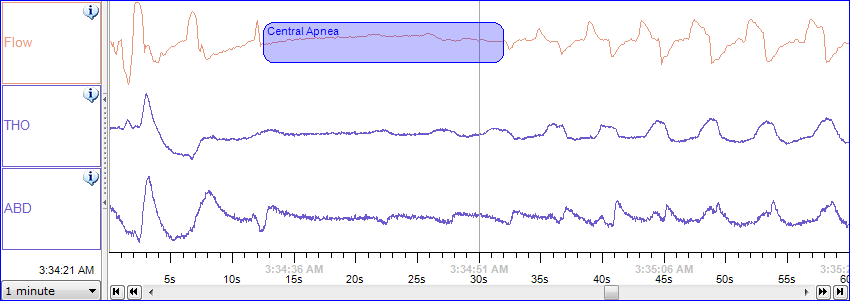
لقطة لنظام تخطيط النوم تُظهر انقطاع النفس النومي المركزي.

في انقطاع النفس المركزي أثناء النوم أو تنفس تشاين-ستوكس، تكون مراكز التحكم في الجهاز التنفسي في الدماغ غير متوازنة أثناء النوم. لا تتفاعل مستويات ثاني أكسيد الكربون في الدم وآلية ردود الفعل العصبية التي تنظمهم، بسرعة كافية للحفاظ على معدل التنفس حتى، مع نظام يتراوح بين انقطاع النفس وفرط التنفس، حتى أثناء اليقظة. يتوقف النائم عن التنفس ثم يبدأ من جديد. ليس هناك جهد يُبذَل للتنفس أثناء وقفة التنفس: لا توجد حركة للصدر. بعد فترة انقطاع النفس، قد يكون التنفس أسرع (فرط التنفس) لفترة من الزمن، وهي آلية تعويضية لتحرير الغازات المخزنة واستيعاب المزيد من الأكسجين.
أثناء النوم العادي، تكون مستويات الأكسجين ومستويات ثاني أكسيد الكربون في مجرى الدم ثابتة إلى حد ما. لذا فأي انخفاض مفاجئ في الأكسجين أو زيادة ثاني أكسيد الكربون (حتى لو صغيرة) يحفز بقوة المراكز التنفسية في الدماغ للتنفس.
في توقف التنفس المركزي أثناء النوم، تتحكم الضوابط العصبية الأساسية في معدل عطل التنفس وفشله في إعطاء إشارة للاستنشاق، مما يتسبب في تفويت الفرد لواحدة أو أكثر من دورات التنفس. إذا كانت وقفة التنفس طويلة بما فيه الكفاية، فإن نسبة الأكسجين في الدورة الدموية تنخفض إلى مستوى أقل من المعتاد (نقص الأكسجة) ويزداد تركيز ثاني أكسيد الكربون إلى مستوى أعلى من المعتاد (فرط ثاني أكسيد الكربون). في المقابل، فإن هذه الظروف من نقص الأكسجة وفرط ثنائي أكسيد الكربون سوف تؤدي إلى آثار إضافية على الجسم. خلايا الدماغ بحاجة إلى الأكسجين المستمر للعيش، وإذا كان مستوى الأكسجين في الدم منخفضًا لفترة طويلة، يحدث تلف الدماغ أو حتى الموت. ومع ذلك، توقف التنفس المركزي أثناء النوم في كثير من الأحيان هو حالة مزمنة تسبب آثارًا أقل. وتعتمد الآثار الدقيقة للحالة على مدى خطورة انقطاع النفس وعلى الخصائص الفردية للشخص الذي يعاني من انقطاع النفس.
في أي شخص، نقص الأكسجة وفرط ثنائي أكسيد الكربون لهما بعض الآثار المشتركة على الجسم. يزداد معدل ضربات القلب، ما لم تكن هناك مشاكل قائمة مع عضلة القلب نفسها أو الجهاز العصبي اللاإرادي مما يجعل هذه الزيادة التعويضية مستحيلة. وتظهر المناطق الأكثر شفافية من الجسم مزرقة، بسبب نقص الأكسجين في الدم.
في التنفس العادي: بعد الزفير، ينخفض مستوى الأكسجين في الدم ويزيد ثاني أكسيد الكربون. تبادل الغازات في الرئة مع الهواء النقي ضروري لتجديد الأكسجين وتخلص مجرى الدم من ثاني أكسيد الكربون. ترسل مستقبلات الأكسجين وثاني أكسيد الكربون في مجرى الدم (تسمى المستقبلة الكيميائية) نبضات عصبية إلى الدماغ، مما يشير إلى فتح الحنجرة (بحيث تتسع المسافة بين الحبال الصوتية) وحركات عضلات الصدر والحجاب الحاجز. توسع هذه العضلات القفص الصدري (تجويف الصدر) بحيث يتكون فراغ جزئي داخل الرئتين ويندفع الهواء يندفع لملئه.
التأثيرات الفسيولوجية الناجمة عن انقطاع النفس المركزي: أثناء انقطاع التنفس المركزي، لا يستجيب الدماغ لتغيير مستويات الدم من غازات الجهاز التنفسي. لا يتم أخذ النفس على الرغم من الإشارات العادية للاستنشاق. تعتمد التأثيرات المباشرة لانقطاع النفس النومي المركزي على الجسم على مدى استمرار الفشل في التنفس. في أسوأ الأحوال، قد يسبب توقف التنفس أثناء النوم المركزي الموت المفاجئ. وقد يؤدي نقص الأكسجين في الدم إلى النوبات، حتى في حالة عدم وجود الصرع. وفي الأشخاص الذين يعانون من الصرع، قد يؤدي نقص الأكسجين الناجم عن انقطاع النفس إلى النوبات التي كانت تسيطر عليها الأدوية مسبقًا. في البالغين الذين يعانون من مرض الشريان التاجي، يمكن أن يسبب الانخفاض الحاد في مستوى الأكسجين في الدم الذبحة الصدرية، وعدم انتظام ضربات القلب، أو النوبات القلبية (احتشاء عضلة القلب). قد تتسبب نوبات انقطاع النفس المتكررة لمدة طويلة، على مدى أشهر وسنوات، في زيادة مستويات ثاني أكسيد الكربون التي يمكن أن تغير درجة الحموضة في الدم بما يكفي لتسبب الحماض التنفسي.

### انقطاع النفس النومي المختلط
بعض الناس الذين يعانون من انقطاع النفس أثناء النوم لديهم مزيج من كلا النوعين. ويتراوح انتشاره من 0.56٪ إلى 18٪. يتم الكشف عن الحالة عمومًا عندما يتم علاج توقف التنفس الانسدادي أثناء النوم بـCPAP ويظهر انقطاع النفس النومي المركزي.

## العلاج
غالبًا ما يبدأ العلاج بالعلاج السلوكي. ويُنصَح العديد من المرضى لتجنب الكحول والحبوب المنومة، والمهدئات الأخرى، والتي يمكن أن تسبب استرخاء عضلات الحلق، وتؤدي إلى انهيار مجرى الهواء ليلًا. كما يكون انقطاع التنفس أثناء النوم أسوأ بكثير عند الاستلقاء على الظهر، لذا غالبًا ما يُنصَح بالنوم على الجانب.

### تنفس الضغط الموجب المستمر

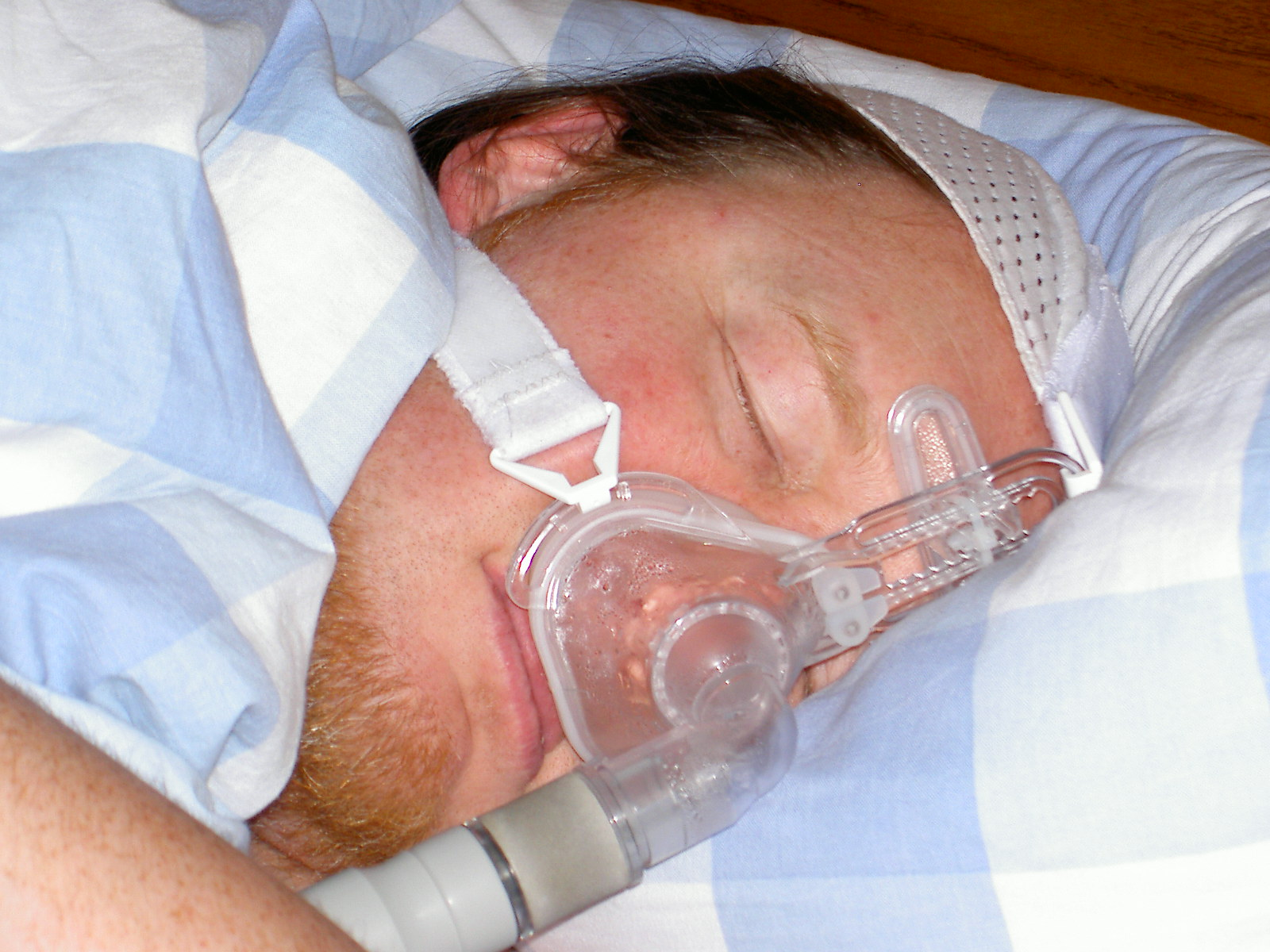
شخص يستخدم قناع CPAP، يغطي الأنف فقط.

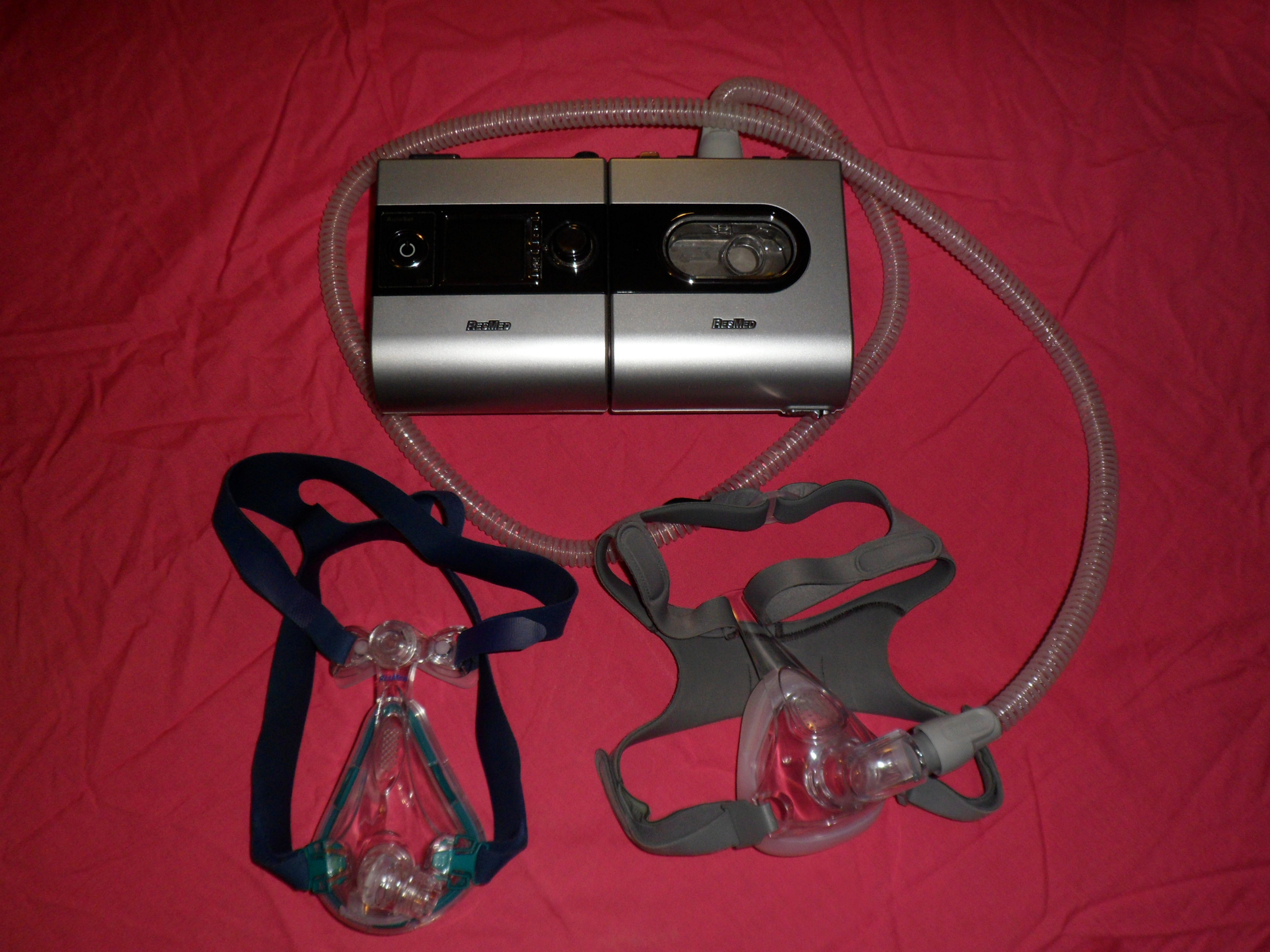
آلة CPAP مع قناعين لكامل الوجه.

العلاج الأكثر شيوعًا هو استخدام الضغط الهوائي الإيجابي المستمر (CPAP) أو جهاز الضغط الهوائي الإيجابي التلقائي (APAP). مما يجعل مجرى الهواء مفتوحًا أثناء النوم عن طريق الهواء المضغوط. يرتدي الشخص عادةً قناع الوجه البلاستيكي، الذي يرتبط بواسطة أنبوب مرن إلى آلة CPAP السريرية الصغيرة.
مع الاستخدام السليم، تتحسن النتائج ويقل خطر الوفاة بسبب أمراض القلب. تشير الدلائل إلى أن CPAP قد تحسن الحساسية للأنسولين وضغط الدم والنعاس. لكن على المدى الطويل، لا يستخدم أكثر من نصف الناس الجهاز بشكل مناسب.
على الرغم من أن العلاج باستخدام CPAP فعال في الحد من انقطاع النفس وأقل تكلفة من العلاجات الأخرى، إلا أن بعض الناس يجدونه غير مريح. لعدم راحة الصدر، والجلد أو تهيج الأنف. ومن الآثار الجانبية الأخرى التي قد تواجه المريض: جفاف الفم والأنف، ونزيف الأنف، والتهاب الشفاه واللثة. لذا يرفض مرضى كثيرون الاستمرار في العلاج وخاصة على المدى الطويل.

### الجراحة

توضيح لجراحة على الفم والحلق.

تستخدم العديد من العمليات الجراحية (جراحة النوم) لعلاج انقطاع النفس أثناء النوم، على الرغم من أنها عادة ما تكون خطًا ثالثًا للعلاج لأولئك الذين يرفضون أو لا يساعدهم العلاج باستخدام CPAP أو أجهزة طب الأسنان. يحتاج العلاج الجراحي لانقطاع النفس الانسدادي أثناء النوم لمعالجة جميع المناطق التشريحية للانسداد.

#### انسداد الأنف
في كثير من الأحيان، تكون هناك حاجة لتصحيح ممرات الأنف بالإضافة إلى تصحيح ممر البلعوم. لتحسين مجرى الهواء الأنفي.

#### انسداد البلعوم
من العمليات المتاحة لمعالجة انسداد البلعوم: استئصال اللوزتين ورأب الحنجرة والبلعوم.
جهاز «العمود» هو علاج للشخير وتوقف التنفس الانسدادي أثناء النوم. وهو شرائط رقيقة ضيقة من البوليستر. يتم إدراج ثلاثة شرائط في سقف الفم باستخدام حقنة معدلة ومخدر موضعي، من أجل تشديد الحنك اللين. يعالج هذا الإجراء واحدة من الأسباب الأكثر شيوعًا من الشخير وتوقف التنفس أثناء النوم وهي اهتزاز أو انهيار الحنك اللين. تمت الموافقة عليه من قِبَل إدارة الأغذية والعقاقير لعلاج الشخير في عام 2002 ولانقطاع التنفس الانسدادي أثناء النوم في عام 2004. وَجَد تحليل تلوي عام 2013 أن «زرع عمود له تأثير معتدل على الشخير وانقطاع التنفس المتوسط أثناء النوم» وهناك حاجة إلى المزيد من الدراسات مع مستوى عالٍ من الأدلة للتوصل إلى نتيجة محددة.

#### انسداد أسفل البلعوم أو قاعدة اللسان
قد يساعد تقدم اللسان من خلال تقدم الدرنة الجينية للفك السفلي أو تعليق اللسان أو التعليق اللامي (الملقب بالتقدم اللامي) في البلعوم السفلي.
قد تحاول خيارات الجراحة الأخرى تقليص أو تقوية الأنسجة الزائدة في الفم أو الحلق.

#### جراحة متعددة المستويات
حقق مركز ستانفورد للتميز في طب اضطرابات النوم نسبة علاج 95٪ في الأشخاص الذين يعانون من توقف التنفس أثناء النوم عن طريق الجراحة. ويعتبر تقديم الفكين الجراحة الأكثر فعالية للأشخاص الذين يعانون من توقف التنفس أثناء النوم، لأنه يزيد من مساحة مجرى الهواء الخلفي. والميزة الرئيسية لهذه العملية هي زيادة تشبع الأكسجين في الدم الشرياني. في دراسة نشرت في عام 2008، أدت الجراحة إلى زيادة كبيرة في الإنتاجية العامة، والنتيجة الاجتماعية، ومستوى النشاط، واليقظة. المخاطر الكلية للجراحة منخفضة، وجد مركز اضطرابات النوم جامعة ستانفورد فشل 4 في سلسلة من 177 مريض، أو حوالي واحد من أصل 44 مريض. وقد تشمل بعض العوامل في الإحالة الاستخدام الفاشل لجهاز CPAP، أو تشوهات القحف الكبيرة التي تعوق استخدام الجهاز. وغالبا ما تقترن جراحة تقديم الفكين مع تقدم اللسان، لأن كلاهما من الهياكل المسببة لانقطاع النفس أثناء النوم.

#### المضاعفات المحتملة
تبقى العديد من الأدوية المستخدمة أثناء الجراحة لتخفيف الألم وخفض الوعي في الجسم بكميات قليلة لساعات أو حتى أيام بعد ذلك. قد تكون هذه الجرعات المنخفضة كافية لتهدد الحياة أو تؤدي إلى الانهيارات في المجاري الهوائية للمريض. وينبغي تقليل أو تجنب استخدام المسكنات والمهدئات في هؤلاء المرضى بعد الجراحة.
يمكن أن تؤدي الجراحة على الفم والحلق، وكذلك جراحة الأسنان، إلى تورم ما بعد الجراحة من بطانة الفم وغيرها من المناطق التي تؤثر على مجرى الهواء. حتى عندما يتم تصميم الإجراء الجراحي لتحسين مجرى الهواء، مثل استئصال اللوزتين واستئصال الغدة اللمفية أو خفض اللسان. وبمجرد أن يزول التورم، يصبح الحنك مشدودًا بالتندب بعد العملية الجراحية.
يجب على الشخص الذي يعاني من انقطاع النفس أثناء النوم ويخضع لأي علاج طبي أن يتأكد من إبلاغ طبيبه وطبيب التخدير عن انقطاع النفس أثناء النوم. قد يكون من الضروري اتخاذ إجراءات بديلة وطارئة للحفاظ على مجرى الهواء في مرضى توقف التنفس أثناء النوم.

### علاجات أخرى

#### التحفيز العصبي
استُخدِم الإنظام الحجابي، الذي ينطوي على تطبيق إيقاعي من النبضات الكهربائية إلى الحجاب الحاجز لعلاج توقف التنفس المركزي أثناء النوم.
في أبريل 2014، وافقت إدارة الغذاء والدواء الأمريكية على الموافقة المسبقة للسوق لاستخدام نظام تحفيز مجرى الهواء العلوي في الأشخاص الذين لا يستطيعون استخدام جهاز الضغط الهوائي الإيجابي المستمر. يساعد نظام تحفيز شهيق مجرى الهواء العلوي على التنفس ويطبق التحفيز الكهربائي الخفيف، مما يدفع اللسان قليلًا إلى الأمام لفتح مجرى الهواء.

#### العلاج بالضغط عن طريق الفم
يستخدم العلاج بالضغط عن طريق الفم الجهاز الذي يخلق فراغ في الفم، ويسحب أنسجة الحنك اللين إلى الأمام. وقد وُجِد أنه مفيد في حوالي 25 إلى 37٪ من الناس.

### الأدوية
هناك أدلة محدودة على الدواء ولكن يمكن اعتبار الأسيتازولاميد لعلاج توقف التنفس المركزي أثناء النوم. وجد أيضًا أن الزولبيديم وتريازولام يمكنهما علاج توقف التنفس المركزي أثناء النوم، ولكن «فقط إذا كان المريض ليس لديه عوامل الخطر الكامنة وراء تثبييط الجهاز التنفسي». وتستخدم جرعات منخفضة من الأكسجين أيضًا لعلاج نقص الأكسجة ولكن لا يُحبَّذ استخدامه بسبب الآثار الجانبية.

## علم الأوبئة
قدرت دراسة النوم في ولاية ويسكونسن في عام 1993 أن ما يقرب من واحد من كل 15 أميركي تأثروا بانقطاع النفس المتوسط أثناء النوم. كما تشير التقديرات إلى أنه في منتصف العمر، كان هناك ما يصل إلى 9 في المائة من النساء و 24 في المائة من الرجال الذين تأثروا، ولم يُشخَّصوا ولم يُعالَجوا.

## تقدُّم المرض
وقد أظهرت دراسة أُجريت في عام 2012 أن نقص الأكسجة الذي يميز توقف التنفس أثناء النوم يعزز الأوعية الدموية التي تزيد في النمو والورم، مما يؤدي بدوره إلى ارتفاع معدل الإصابة بالسرطان بمقدار 4.8 مرات.

## التاريخ
تم التعرف منذ فترة طويلة على الصورة السريرية لهذه الحالة كصفة شخصية، من دون فهم لعملية المرض. استخدم مصطلح «متلازمة بيكويك» من قِبل الطبيب الشهير ويليام أوسلر في وقت مبكر من القرن العشرين، كما أن وَصْف جو، «الصبي السمين» في رواية ديكنز، هو صورة سريرية دقيقة لشخص بالغ مصاب بمتلازمة توقف التنفس الانسدادي النومي.
وصفت التقارير المبكرة عن انقطاع التنفس الانسدادي أثناء النوم في الأدب الطبي الأفراد الذين تأثروا بشدة، وغالبًا عانوا من نقص الأكسجة الحاد، وفرط ثنائي أكسيد الكربون وفشل القلب الاحتقاني.
وقد تحسن علاج انقطاع التنفس أثناء النوم الانسدادي مع إدخال الضغط الجوي المستمر المستمر (CPAP)، تم وصفها لأول مرة في عام 1981 من قِبل كولين سوليفان في سيدني، أستراليا. وكانت النماذج الأولى ضخمة وصاخبة، ولكن تم تحسين التصميم بسرعة. وبحلول أواخر الثمانينات، اعتمدت CPAP على نطاق واسع. وقد أدى توافر العلاج الفعال إلى تحفيز البحث عن الأفراد المتضررين، وأدى إلى إنشاء مئات العيادات المتخصصة لتشخيص وعلاج اضطرابات النوم. ويوم الوعي بتوقف التنفس أثناء النوم هو 18 أبريل من كل عام.